# Catathyridium garmani
Catathyridium garmani is een straalvinnige vissensoort uit de familie van amerikaanse tongen (Achiridae). De wetenschappelijke naam van de soort is voor het eerst geldig gepubliceerd in 1889 door Jordan.